# Физический закон
Физи́ческий зако́н — устойчивые повторяющиеся объективные закономерности, существующие в природе.
Открытые человечеством физические законы представляют собой эмпирически установленные и выраженные в строгой словесной и/или математической формулировке устойчивые, повторяющиеся в эксперименте связи между физическими величинами в явлениях, процессах и состояниях тел и других материальных объектов в окружающем мире. Выявление физических закономерностей составляет основную задачу физической науки. Независимость физических законов от выбора единиц измерения физических величин называется принципом метрической инвариантности.

## Описание
Для того, чтобы некая связь могла быть названа физическим законом, она должна удовлетворять следующим требованиям:
- Эмпирическое подтверждение: физический закон считается установленным, если имеет экспериментальное подтверждение.
- Универсальность: математическое выражение частного закона, определяющего связи между параметрами одной конкретной системы, может иногда описывать самые разнообразные явления. Кроме того, в соответствии с принципом единства законов природы, частные законы применимы, в пределах существующих ограничений параметров объекта и среды, в любой точке Вселенной, а всеобщие законы одинаково действуют на всех уровнях организации материи в пространстве и времени, а также определяют природу Вселенной.[4][5]
- Устойчивость: свойства Вселенной определяют неизменность физических законов[6].

Хотя физические законы, как правило, выражаются в виде строгого словесного утверждения и/или математической формулы, по выражению нобелевского лауреата Поля Дирака, «физический закон должен обладать математической красотой». Кроме того, интересен следующий факт: было отмечено, что из 35 законов элементарной физики лишь 17 формулируются при помощи математических уравнений и из более чем 300 понятий лишь около 50 вводятся при помощи формул, остальные формулируются и вводятся лишь словесно.

## Примеры
Одними из самых известных физических законов являются:
- Закон Архимеда
- Закон Бойля — Мариотта
- Закон всемирного тяготения
- Законы Ньютона
- Закон Кулона
- Уравнения Максвелла
- Законы термодинамики
- Закон Фарадея
- Закон сохранения энергии
- Принцип наименьшего действия
- H-теорема
- Принцип неопределённости
- Принцип дополнительности

## Законы-принципы
Некоторые физические законы не могут быть доказаны и являются основными, то есть носят универсальный характер в рамках области применения и по своей сути являются определениями. Такие законы часто называют принципами. Они являются обобщением экспериментальных фактов. К ним относятся, например, второй закон Ньютона (определение силы), закон сохранения энергии (определение энергии), принцип наименьшего действия (определение действия) и др.
Также существует ряд физических принципов, являющихся самыми широкими, всеохватывающим обобщениями частных законов физики. В их число входят: принцип неопределённости, принцип причинности, принцип дополнительности, принцип эквивалентности, принцип релятивистской инвариантности и т. д.. Они формулируются как идеи, обобщающие экспериментальные данные и позволяющие единообразно объяснить всю совокупность рассматриваемых данной теорией явлений.
Некоторые физические теории: классическая механика, термодинамика, теория относительности, строятся на основе небольшого числа исходных физических принципов, из которых в качестве следствия выводятся все частные законы. Такой подход к изучению явлений природы получил название метода принципов. Его основоположниками являются Ньютон и Эйнштейн.
Метод принципов не использует никаких гипотез о внутренних механизмах изучаемых явлений. Он непосредственно опирается на обобщения опытных фактов, которые и считаются принципами. Ценность метода принципов заключается в прочности достигаемых с его помощью результатов.

## Законы-следствия симметрий
Часть физических законов являются простыми следствиями некоторых симметрий, существующих в системе. Так, законы сохранения согласно теореме Нётер являются следствиями симметрии пространства и времени. А принцип Паули, например, является следствием идентичности электронов (антисимметричность их волновой функции относительно перестановки частиц).

## Приблизительность законов
Все физические законы являются следствием эмпирических наблюдений и верны с той точностью, с которой верны экспериментальные наблюдения. Это ограничение не позволяет утверждать, что какой-либо из законов носит абсолютный характер. Известно, что часть законов заведомо не являются абсолютно точными, а представляют собой приближения к более точным. Так, законы Ньютона справедливы только для достаточно массивных тел, двигающихся со скоростями, значительно меньшими скорости света. Более точными являются законы квантовой механики и специальной теории относительности. Однако, и они в свою очередь являются приближениями более точных уравнений квантовой теории поля. Законы квантовой физики также предполагают, что точность измерения ограничена принципом неопределенности.